# مانويل ماركوس
مانويل ماركوس (من مواليد 7 مايو 1972) سياسي برازيلي. على الرغم من أنه ولد في سيارا، فقد أمضى حياته السياسية ممثلاً لولاية أكري، حيث شغل منصب ممثل الولاية منذ عام 2019.

## الحياة الشخصية
ماركوس هو راعي الكنيسة الخمسينية العالمية الجديدة لمملكة الله. تزوج ماركوس من ريجيني ميسكيتا عام 1991 في مدينة ماناوس، وأنجب منها طفلان. انتقل مع أسرته للعيش في أكري في أغسطس 2005.

## الحياة السياسية
انتخب ماركوس في مجلس مدينة ريو برانكو في عام 2012، وأعيد انتخابه في عام 2016. وكان زعيم الحزب الجمهوري البرازيلي في ولاية أكري منذ عام 2008.
في الانتخابات العامة البرازيلية لعام 2018 تم انتخاب ماركوس لمجلس النواب الفيدرالي بأغلبية 7،489 صوتًا.
يعتبر ماركوس داعمًا قويًا لمشاريع الرعاية الاجتماعية، حيث استثمر في التعليم ونظام الصرف الصحي أثناء وجوده في مجلس المدينة. بسبب معتقداته الإنجيلية يعتبر محافظًا عندما يتعلق الأمر بالقضايا الاجتماعية مثل القيم العائلية والزواج من نفس الجنس والإجهاض.